# CIM-10 Capítol XVII: Malformacions congènites, deformitats i anomalies cromosòmiques
| Capítol | Codis   | Títol |
| ------- | ------- | --- |
| I       | A00-B99 | Certes malalties infeccioses i parasitàries                                                                  |
| II      | C00-D48 | Neoplàsies                                                                                                   |
| III     | D50-D89 | Malalties de la sang i dels òrgans hematopoètics i altres trastorns que afecten el mecanisme de la immunitat |
| IV      | E00-E90 | Malalties endocrines, nutricionals i metabòliques                                                            |
| V       | F00-F99 | Trastorns mentals i del comportament                                                                         |
| VI      | G00-G99 | Malalties del sistema nerviós                                                                                |
| VII     | H00-H59 | Malalties de l'ull i els seus annexos                                                                        |
| VIII    | H60-H95 | Malalties de l'oïda i de l'apòfisi mastoide                                                                  |
| IX      | I00-I99 | Malalties del sistema circulatori                                                                            |
| X       | J00-J99 | Malalties del sistema respiratori                                                                            |
| XI      | K00-K93 | Malalties de l'aparell digestiu                                                                              |
| XII     | L00-L99 | Malalties de la pell i el teixit subcutani                                                                   |
| XIII    | M00-M99 | Malalties del sistema osteomuscular i del teixit connectiu                                                   |
| XIV     | N00-N99 | Malalties de l'aparell genitourinari                                                                         |
| XV      | O00-O99 | Embaràs, part i puerperi                                                                                     |
| XVI     | P00-P96 | Certes afeccions originades en el període perinatal                                                          |
| XVII    | Q00-Q99 | Malformacions congènites, deformitats i anomalies cromosòmiques                                              |
| XVIII   | R00-R99 | Símptomes, signes i troballes anormals clíniques i de laboratori, no classificats en un altre lloc           |
| XIX     | S00-T98 | Traumatismes, enverinaments i algunes altres conseqüències de causa externa                                  |
| XX      | V01-Y98 | Causes externes de morbiditat i de mortalitat                                                                |
| XXI     | Z00-Z99 | Factors que influeixen en l'estat de salut i contacte amb els serveis de salut                               |
| XXII    | O00-U99 | Codis per a situacions especials                                                                             |

La 10a Revisió de la Classificació Estadística Internacional de les Malalties i Problemes de Salut Relacionats (CIM-10) és una codificació de malalties, trastorns, signes, símptomes, troballes anormals, denúncies, circumstàncies socials i causes externes de lesions o malalties, segons la classificació de l'Organització Mundial de la Salut (OMS). Aquesta pàgina conté la llista de problemes del capítol XVII de la CIM-10: Malformacions congènites, deformitats i anomalies cromosòmiques. 
- Sols apareixen els problemes codificats amb la lletra del capítol i dos dígits (per exemple A00), amb tres dígits (separada l'últim dígit per un punt, per exemple A04.0), i rarament amb quatre dígits.
- S'han exclòs els problemes de més de dos dígits que fan referència a "altres" problemes especificats (però no definits) o a problemes no especificats; aquests dos casos corresponen, respectivament, als dígits finals 8 i 9.
- També s'han exclòs els problemes de més de dos dígits que no aporten problemes de salut "diferents" dels de l'enunciat principal i que sols modifiquen "qualitativament" el problema de salut al qual fan referència. Per exemple: A00 és el codi pel còlera, però no s'han presentat els codis A00.1 i A00.2 que diferencien el còlera segons dos tipus de bacteri que el provoquen.

## Q00-Q07 - Malformacions congènites del sistema nerviós
- (Q00) Anencefàlia i malformacions similars
  - (Q00.0) Anencefàlia
  - (Q00.1) Cranioraquísquisi
  - (Q00.2) Iniencefàlia
- (Q01) Encefalocele
- (Q02) Microcefàlia
- (Q03) Hidrocefàlia congènita
- (Q04) Altres malformacions congènites de l'encèfal
  - (Q04.0) Malformacions congènites del cos callós
  - (Q04.1) Arinencefàlia
  - (Q04.2) Holoprosencefàlia
  - (Q04.3) Altres deformitats de reducció de l'encèfal
  - (Q04.4) Displàsia septoòptica
  - (Q04.5) Megaloencefàlia
  - (Q04.6) Quists cerebrals congènits
- (Q05) Espina bífida
- (Q06) Altres malformacions congènites de la medul·la espinal
  - (Q06.0) Amièlia
  - (Q06.1) Hipoplàsia i displàsia de la medul·la espinal
  - (Q06.2) Diastematomièlia
  - (Q06.3) Altres malformacions congènites de la cua de cavall
  - (Q06.4) Hidromièlia
- (Q07) Altres malformacions congènites del sistema nerviós
  - (Q07.0) Síndrome d'Arnold-Chiari

## Q10-Q18 - Malformacions congènites de l'ull, l'orella, la cara i el coll
- (Q10) Malformacions congènites de la parpella, l'aparell lacrimal i l'òrbita
  - (Q10.0) Ptosi congènita
  - (Q10.1) Ectropi congènit
  - (Q10.2) Entropi congènit
  - (Q10.3) Altres malformacions congènites de la parpella
  - (Q10.4) Absència i agènesi de l'aparell lacrimal
  - (Q10.5) Estenosi i estretor congènites del conducte lacrimal
  - (Q10.6) Altres malformacions congènites de l'aparell lacrimal
  - (Q10.7) Malformació congènita de l'òrbita
- (Q11) Anoftàlmia, microftàlmia i macroftàlmia
  - (Q11.0) Globus ocular quístic
  - (Q11.1) Altres anoftàlmies
  - (Q11.2) Microftàlmia
  - (Q11.3) Macroftàlmia
- (Q12) Malformacions congènites del cristal·lí
  - (Q12.0) Cataracta congènita
  - (Q12.1) Ectòpia congènita del cristal·lí
  - (Q12.2) Coloboma del cristal·lí
  - (Q12.3) Afàquia congènita
  - (Q12.4) Esferofàquia
- (Q13) Malformacions congènites del segment anterior de l'ull
  - (Q13.0) Coloboma de l'iris
  - (Q13.1) absència d'iris
  - (Q13.2) Altres malformacions congènites de l'iris
  - (Q13.3) Opacitat corneal congènita
  - (Q13.4) Altres malformacions corneals congènites
  - (Q13.5) Escleròtica blava
- (Q14) Malformacions congènites del segment posterior de l'ull
- (Q15) Altres malformacions congènites de l'ull
  - (Q15.0) Glaucoma congènit
- (Q16) Malformacions congènites de l'orella que deterioren l'audició
  - (Q16.0) Absència congènita de pavelló (orella)
  - (Q16.1) Absència, atrèsia i estretor congènites del conducte auditiu (extern)
  - (Q16.2) Absència de la trompa d'Eustaqui
  - (Q16.3) Malformació congènita dels ossicles de l'orella
  - (Q16.4) Altres malformacions congènites de l'orella mitjana
  - (Q16.5) Malformació congènita de l'orella interna
- (Q17) Altres malformacions congènites de l'orella
  - (Q17.0) Pavelló de l'orella accessori
  - (Q17.1) Macròtia
  - (Q17.2) Micròtia
  - (Q17.3) Altres deformitats de l'orella
  - (Q17.4) Anomalia de posició de l'orella
  - (Q17.5) Orella prominent
- (Q18) Altres malformacions congènites de la cara i el coll
  - (Q18.0) Si, fístula i quist de la fenedura branquial
  - (Q18.1) Si i quist preauriculars
  - (Q18.2) Altres malformacions de la fenedura branquial
  - (Q18.3) membrana del coll
  - (Q18.4) Macrostomia
  - (Q18.5) Microstomia
  - (Q18.6) Macroquília
  - (Q18.7) Microquília

## Q20-Q28 - Malformacions congènites de l'aparell circulatori
- (Q20) Malformacions congènites de les cambres cardíaques i les connexions de les cambres cardíaques
  - (Q20.0) Tronc arterial comú
  - (Q20.1) Ventricle dret amb sortida doble
  - (Q20.2) Ventricle esquerre amb sortida doble
  - (Q20.3) Connexió ventriculoarterial discordant
  - (Q20.4) Ventricle amb entrada doble
  - (Q20.5) Connexió auriculoventricular discordant
  - (Q20.6) Isomerisme d'apèndixs auriculars
- (Q21) Malformacions congènites dels septes cardíacs
  - (Q21.0) Defecte septal interventricular
  - (Q21.1) Defecte septal interauricular
  - (Q21.2) Defecte septal auriculoventricular
  - (Q21.3) Tetralogia de Fallot
  - (Q21.4) Defecte septal aorticopulmonar
- (Q22) Malformacions congènites de les vàlvules pulmonar i tricúspide
  - (Q22.0) Atrèsia de la vàlvula pulmonar
  - (Q22.1) Estenosi congènita de la vàlvula pulmonar
  - (Q22.2) Insuficiència congènita de la vàlvula pulmonar
  - (Q22.3) Altres malformacions congènites de la vàlvula pulmonar
  - (Q22.4) Estenosi congènita de la vàlvula tricúspide
  - (Q22.5) Anomalia d'Ebstein
  - (Q22.6) Síndrome d'hipoplàsia del cor dret
- (Q23) Malformacions congènites de les vàlvules aòrtica i mitral
  - (Q23.0) Estenosi congènita de la vàlvula aòrtica
  - (Q23.1) Insuficiència congènita de la vàlvula aòrtica
  - (Q23.2) Estenosi mitral congènita
  - (Q23.3) Insuficiència mitral congènita
  - (Q23.4) Síndrome d'hipoplàsia del cor esquerre
- (Q24) Altres malformacions congènites del cor
  - (Q24.0) Dextrocàrdia
  - (Q24.1) Levocàrdia
  - (Q24.2) Cor triauricular
  - (Q24.3) Estenosi pulmonar infundibular
  - (Q24.4) Estenosi subaòrtica congènita
  - (Q24.5) Malformació dels vasos coronaris
  - (Q24.6) Blocatge cardíac congènit
- (Q25) Malformacions congènites de les grans artèries
  - (Q25.0) Conducte arteriós permeable
  - (Q25.1) Coartació de l'aorta
  - (Q25.2) Atrèsia de l'aorta
  - (Q25.3) Estenosi de l'aorta
  - (Q25.4) Altres malformacions congènites de l'aorta
  - (Q25.5) Atrèsia de l'artèria pulmonar
  - (Q25.6) Estenosi de l'artèria pulmonar
  - (Q25.7) Altres malformacions congènites de l'artèria pulmonar
- (Q26) Malformacions congènites de les grans venes
  - (Q26.0) Estenosi congènita de vena cava
  - (Q26.1) Vena cava superior esquerra persistent
  - (Q26.2) Drenatge anòmal total de venes pulmonars
  - (Q26.3) Drenatge anòmal parcial de venes pulmonars
  - (Q26.4) Drenatge anòmal de venes pulmonars no especificat
  - (Q26.5) Drenatge anòmal de vena porta
  - (Q26.6) Fístula entre artèria hepàtica i vena porta
- (Q27) Altres malformacions congènites del sistema vascular perifèric
  - (Q27.0) Absència i hipoplàsia congènites d'artèria umbilical
  - (Q27.1) Estenosi congènita d'artèria renal
  - (Q27.2) Altres malformacions congènites d'artèria renal
  - (Q27.3) Malformació arteriovenosa perifèrica
  - (Q27.4) Flebèctasi congènita
- (Q28) Altres malformacions congènites de l'aparell circulatori
  - (Q28.0) Malformació arteriovenosa de vasos precerebrals
  - (Q28.1) Altres malformacions de vasos precerebrals
  - (Q28.2) Malformació arteriovenosa de vasos cerebrals
  - (Q28.3) Altres malformacions de vasos cerebrals

## Q30-Q34 - Malformacions congènites de l'aparell circulatori
- (Q30) Malformacions congènites del nas
  - (Q30.0) Atrèsia de coanes
  - (Q30.1) Agènesi i desenvolupament insuficient del nas
  - (Q30.2) Fenedura, fissura i escotadura nasal
  - (Q30.3) Septe nasal perforat congènit
- (Q31) Malformacions congènites de la laringe
  - (Q31.0) Membrana laríngia
  - (Q31.1) Estenosi subglòtica congènita
  - (Q31.2) Hipoplàsia laríngia
  - (Q31.3) Laringocele
  - (Q31.5) Laringomalàcia congènita
- (Q32) Malformacions congènites de la tràquea i els bronquis
  - (Q32.0) Traqueomalàcia congènita
  - (Q32.1) Altres malformacions congènites de la tràquea
  - (Q32.2) Broncomalàcia congènita
  - (Q32.3) Estenosi bronquial congènita
  - (Q32.4) Altres malformacions congènites dels bronquis
- (Q33) Malformacions congènites del pulmó
  - (Q33.0) Pulmó quístic congènit
  - (Q33.1) Lòbul pulmonar accessori
  - (Q33.2) Segrest pulmonar
  - (Q33.3) Agènesi de pulmó
  - (Q33.4) Bronquièctasi congènita
  - (Q33.5) Teixit ectòpic al pulmó
  - (Q33.6) Hipoplàsia i displàsia de pulmó
- (Q34) Altres malformacions congènites de l'aparell respiratori
  - (Q34.0) Anomalia de la pleura
  - (Q34.1) Quist mediastínic congènit

## Q35-Q37 - Llavi fes i paladar fes
- (Q35) Paladar fes
- (Q36) Llavi fes
- (Q37) Paladar fes amb llavi fes

## Q38-Q45 - Altres malformacions congènites de l'aparell digestiu
- (Q38) Altres malformacions congènites de la llengua, la boca i la faringe
  - (Q38.0) Malformacions congènites dels llavis no classificades a cap altre lloc
  - (Q38.1) Anquiloglòssia
  - (Q38.2) Macroglòssia
  - (Q38.3) Altres malformacions congènites de la llengua
  - (Q38.4) Malformacions congènites de les glàndules i els conductes salivals
  - (Q38.5) Malformacions congènites del paladar no classificades a cap altre lloc
  - (Q38.6) Altres malformacions congènites de la boca
  - (Q38.7) Bossa faríngia
- (Q39) Malformacions congènites de l'esòfag
  - (Q39.0) Atrèsia esofàgica sense fístula
  - (Q39.1) Atrèsia esofàgica amb fístula traqueoesofàgica
  - (Q39.2) Fístula traqueoesofàgica congènita sense atrèsia
  - (Q39.3) Estenosi i estretor congènites de l'esòfag
  - (Q39.4) Membrana esofàgica
  - (Q39.5) Dilatació congènita de l'esòfag
  - (Q39.6) Diverticle esofàgic
- (Q40) Altres malformacions congènites del tub digestiu superior
  - (Q40.0) Estenosi pilòrica hipertròfica congènita
  - (Q40.1) Hèrnia hiatal congènita
  - (Q40.2) Altres malformacions congènites de l'estómac especificades
  - (Q40.3) Malformació congènita de l'estómac no especificada
- (Q41) Absència, atrèsia i estenosi congènites de l'intestí prim o l'intestí NE
- (Q42) Absència, atrèsia i estenosi congènites de l'intestí gros
- (Q43) Altres malformacions congènites de l'intestí
  - (Q43.0) Diverticle de Meckel
  - (Q43.1) Malaltia de Hirschsprung
  - (Q43.2) Altres trastorns funcionals congènits de còlon
  - (Q43.3) Malformacions congènites de la fixació intestinal
  - (Q43.4) Duplicació de l'intestí
  - (Q43.5) Anus ectòpic
  - (Q43.6) Fístula congènita del recte i l'anus
  - (Q43.7) Cloaca persistent
- (Q44) Malformacions congènites de la vesícula biliar, els conductes biliars i el fetge
  - (Q44.0) Agènesi, aplàsia i hipoplàsia de vesícula biliar
  - (Q44.1) Altres malformacions congènites de la vesícula biliar
  - (Q44.2) Atrèsia dels conductes biliars
  - (Q44.3) Estenosi congènita i estretor dels conductes biliars
  - (Q44.4) Quist coledòcic
  - (Q44.5) Altres malformacions congènites dels conductes biliars
  - (Q44.6) Malaltia quística del fetge
  - (Q44.7) Altres malformacions congènites del fetge
- (Q45) Altres malformacions congènites de l'aparell digestiu
  - (Q45.0) Agènesi, aplàsia i hipoplàsia de pàncrees
  - (Q45.1) Pàncrees anular
  - (Q45.2) Quist pancreàtic congènit
  - (Q45.3) Altres malformacions congènites del pàncrees i el conducte pancreàtic

## Q50-Q56 - Malformacions congènites dels òrgans genitals
- (Q50) Malformacions congènites dels ovaris, les trompes de Fal·lopi i els lligaments amples
  - (Q50.0) Absència congènita d'ovari
  - (Q50.1) Quist ovàric de desenvolupament
  - (Q50.2) Torsió congènita d'ovari
  - (Q50.3) Altres malformacions congènites d'ovari
  - (Q50.4) Quist embrionari de trompa de Fal·lopi
  - (Q50.5) Quist embrionari de lligament ample
  - (Q50.6) Altres malformacions congènites de la trompa de Fal·lopi i el lligament ample
- (Q51) Malformacions congènites de l'úter i el coll uterí
  - (Q51.0) Agènesi i aplàsia uterines
  - (Q51.1) Duplicació de l'úter amb duplicació del coll uterí i la vagina
  - (Q51.2) Altres duplicacions de l'úter
  - (Q51.3) Úter bicorne
  - (Q51.4) Úter unicorne
  - (Q51.5) Agènesi i aplàsia de coll uterí
  - (Q51.6) Quist embrionari de coll uterí
  - (Q51.7) Fístules congènites entre l'úter i els aparells digestiu i urinari
- (Q52) Altres malformacions congènites dels òrgans genitals femenins
  - (Q52.0) Absència congènita de vagina
  - (Q52.1) Duplicació de la vagina
  - (Q52.2) Fístula rectovaginal congènita
  - (Q52.3) Himen imperforat
  - (Q52.4) Altres malformacions congènites de la vagina
  - (Q52.5) Fusió dels llavis vulvars
  - (Q52.6) Malformació congènita del clítoris
  - (Q52.7) Altres malformacions congènites de la vulva
- (Q53) Testicle no descendit
- (Q54) Hipospàdies
- (Q55) Altres malformacions congènites dels òrgans genitals masculins
  - (Q55.0) Absència i aplàsia de testicle
  - (Q55.1) Hipoplàsia de testicle i escrot
  - (Q55.2) Altres malformacions congènites de testicle i escrot
  - (Q55.3) Atrèsia del conducte deferent
  - (Q55.4) Altres malformacions congènites del conducte deferent, l'epidídim, les vesícules seminals i la pròstata
  - (Q55.5) Absència i aplàsia congènites de penis
  - (Q55.6) Altres malformacions congènites del penis
- (Q56) Sexe indeterminat i pseudohermafroditisme
  - (Q56.0) Hermafroditisme no classificat a cap altre lloc
  - (Q56.1) Pseudohermafroditisme masculí no classificat a cap altre lloc
  - (Q56.2) Pseudohermafroditisme femení no classificat a cap altre lloc
  - (Q56.3) Pseudohermafroditisme no especificat
  - (Q56.4) Sexe indeterminat no especificat

## Q60-Q64 - Malformacions congènites de l'aparell circulatori
- (Q60) Agènesi renal i altres defectes de reducció del ronyó
- (Q61) Malaltia renal quística
  - (Q61.0) Quist renal únic congènit
  - (Q61.1) Ronyó poliquístic autosòmic recessiu
  - (Q61.2) Ronyó poliquístic autosòmic dominant
  - (Q61.3) Ronyó poliquístic no especificat
  - (Q61.4) Displàsia renal
  - (Q61.5) Ronyó quístic medul·lar
- (Q62) Defectes obstructius congènits de la pelvis renal i malformacions congènites de l'urèter
  - (Q62.0) Hidronefrosi congènita
  - (Q62.1) Atrèsia i estenosi de l'urèter
  - (Q62.2) Megalourèter congènit
  - (Q62.3) Altres defectes obstructius de la pelvis renal i l'urèter
  - (Q62.4) Agènesi d'urèter
  - (Q62.5) Duplicació de l'urèter
  - (Q62.6) Malposició de l'urèter
  - (Q62.7) Reflux vesicoureterorenal congènit
- (Q63) Altres malformacions congènites del ronyó
  - (Q63.0) Ronyó accessori
  - (Q63.1) Ronyó lobulat, fusionat i de ferradura
  - (Q63.2) Ronyó ectòpic
  - (Q63.3) Ronyó gegant i hiperplàstic
- (Q64) Altres malformacions congènites de l'aparell urinari
  - (Q64.0) Epispàdies
  - (Q64.1) Extròfia de la bufeta urinària
  - (Q64.2) Vàlvules uretrals posteriors congènites
  - (Q64.3) Altres atrèsies i estenosis de la uretra i el coll de la bufeta urinària
  - (Q64.4) Malformació de l'úrac
  - (Q64.5) Absència congènita de bufeta urinària i uretra
  - (Q64.6) Diverticle congènit de la bufeta urinària
  - (Q64.7) Altres malformacions congènites de la bufeta urinària i la uretra

## Q65-Q79 - Malformacions i deformacions congènites del sistema musculoesquelètic
- (Q65) Deformitats congènites del maluc
  - (Q65.0) Luxació congènita unilateral del maluc
  - (Q65.1) Luxació congènita bilateral del maluc
  - (Q65.2) Luxació congènita del maluc no especificada
  - (Q65.3) Subluxació congènita unilateral del maluc
  - (Q65.4) Subluxació congènita bilateral del maluc
  - (Q65.5) Subluxació congènita del maluc no especificada
  - (Q65.6) Maluc inestable
- (Q66) Deformitats congènites dels peus
  - (Q66.0) Talipes equinovar
  - (Q66.1) Talipes calcaneovar
  - (Q66.2) Metatars var
  - (Q66.3) Altres deformitats vares congènites dels peus
  - (Q66.4) Talipes calcaneovalg
  - (Q66.5) Peu pla congènit
  - (Q66.6) Altres deformitats valgues congènites dels peus
  - (Q66.7) Peu buit
- (Q67) Deformitats musculoesquelètiques congènites del cap, la cara, la columna vertebral i el tòrax
  - (Q67.0) Asimetria facial
  - (Q67.1) Fàcies de compressió
  - (Q67.2) Dolicocefàlia
  - (Q67.3) Plagiocefàlia
  - (Q67.4) Altres deformitats congènites del crani, la cara i la mandíbula
  - (Q67.5) Deformitat congènita de la columna vertebral
  - (Q67.6) Pectus excavatum
  - (Q67.7) Pectus carinatum
- (Q68) Altres deformitats musculoesquelètiques congènites
  - (Q68.0) Deformitat congènita del múscul esternoclidomastoidal
  - (Q68.1) Deformitat congènita de la mà
  - (Q68.2) Deformitat congènita del genoll
  - (Q68.3) Arcuació congènita del fèmur
  - (Q68.4) Arcuació congènita de la tíbia i el peroné
  - (Q68.5) Arcuació congènita d'ossos llargs de la cama no especificats
- (Q69) Polidactília
- (Q70) Sindactília
- (Q71) Defectes de reducció d'extremitat superior
- (Q72) Defectes de reducció d'extremitat inferior
- (Q73) Defectes de reducció d'extremitat no especificada
  - (Q73.0) Absència congènita d'extremitat -s no especificada -es
  - (Q73.1) Focomèlia d'extremitat -s no especificada -es
- (Q74) Altres malformacions congènites d'extremitat -s
  - (Q74.0) Altres malformacions congènites d'extremitat -s superior -s, incloent la cintura escapular
  - (Q74.1) Malformació congènita del genoll
  - (Q74.2) Altres malformacions congènites d'extremitat -s inferior -s, incloent la cintura pelviana
  - (Q74.3) Artrogriposi múltiple congènita
- (Q75) Altres malformacions congènites del crani i els ossos de la cara
  - (Q75.0) Craniosinostosi
  - (Q75.1) Disostosi craniofacial
  - (Q75.2) Hipertelorisme
  - (Q75.3) Macrocefàlia
  - (Q75.4) Disostosi mandibulofacial
  - (Q75.5) Disostosi oculomandibular
- (Q76) Malformacions congènites de la columna vertebral i el tòrax ossi
  - (Q76.0) Espina bífida oculta
  - (Q76.1) Síndrome de Klippel-Feil
  - (Q76.2) Espondilolistesi congènita
  - (Q76.3) Escoliosi congènita causada per malformació òssia congènita
  - (Q76.4) Altres malformacions congènites de la columna vertebral no associades a escoliosi
  - (Q76.5) Costella cervical
  - (Q76.6) Altres malformacions congènites de les costelles
  - (Q76.7) Malformació congènita de l'estern
- (Q77) Osteocondrodisplàsia amb defectes de creixement dels ossos tubulars i la columna vertebral
  - (Q77.0) Acondrogènesi
  - (Q77.1) Estatura baixa tanatofòrica
  - (Q77.2) Síndrome de la costella curta
  - (Q77.3) Condrodisplàsia puntejada
  - (Q77.4) Acondroplàsia
  - (Q77.5) Displàsia distròfica
  - (Q77.6) Displàsia condroectodèrmica
  - (Q77.7) Displàsia espondiloepifisial
- (Q78) Altres osteocondrodisplàsies
  - (Q78.0) Osteogènesi imperfecta
  - (Q78.1) Displàsia fibrosa poliostòtica
  - (Q78.2) Osteopetrosi
  - (Q78.3) Displàsia diafisial progressiva
  - (Q78.4) Encondromatosi
  - (Q78.5) Displàsia metafisial
  - (Q78.6) Exostosis congènites múltiples
- (Q79) Malformacions congènites del sistema musculoesquelètic no classificades a cap altre lloc
  - (Q79.0) Hèrnia diafragmàtica congènita
  - (Q79.1) Altres malformacions congènites del diafragma
  - (Q79.2) Exòmfal
  - (Q79.3) Gastròsquisi
  - (Q79.4) Síndrome de l'abdomen de pruna
  - (Q79.5) Altres malformacions congènites de la paret abdominal
  - (Q79.6) Síndrome d'Ehlers-Danlos

## Q80-Q89 - Altres malformacions congènites
- (Q80) Ictiosi congènita
- (Q81) Epidermòlisi ampul·lar
- (Q82) Altres malformacions congènites de la pell
  - (Q82.0) Limfoedema hereditari
  - (Q82.1) Xerodèrmia pigmentada
  - (Q82.2) Mastocitosi
  - (Q82.3) Incontinència pigmentària
  - (Q82.4) Displàsia ectodèrmica (anhidròtica)
  - (Q82.5) Nevus no neoplàstic congènit
- (Q83) Malformacions congènites de mama
  - (Q83.0) Absència congènita de mama amb absència de mugró
  - (Q83.1) Mama accessòria
  - (Q83.2) Absència de mugró
  - (Q83.3) Mugró accessori
- (Q84) Altres malformacions congènites del tegument
  - (Q84.0) Alopècia congènita
  - (Q84.1) Alteracions morfològiques congènites dels pèls no classificades a cap altre lloc
  - (Q84.2) Altres malformacions congènites dels pèls
  - (Q84.3) Anoníquia
  - (Q84.4) Leuconíquia congènita
  - (Q84.5) Ungles hipertròfiques i de mida augmentada
  - (Q84.6) Altres malformacions congènites de les ungles
- (Q85) Facomatosis no classificades a cap altre lloc
  - (Q85.0) Neurofibromatosi (no maligna)
  - (Q85.1) Esclerosi tuberosa
- (Q86) Síndromes de malformacions congènites provocades per causes exògenes conegudes no classificades a cap altre lloc
  - (Q86.0) Síndrome de l'alcoholisme fetal (dismòrfica)
  - (Q86.1) Síndrome de la hidantoïna fetal
  - (Q86.2) Dismorfisme causat per warfarina
- (Q87) Altres síndromes especificades de malformacions congènites que afecten múltiples sistemes o aparells
  - (Q87.4) Síndrome de Marfan
- (Q89) Altres malformacions congènites no classificades a cap altre lloc
  - (Q89.0) Malformacions congènites de la melsa
  - (Q89.1) Malformacions congènites de la glàndula suprarenal
  - (Q89.2) Malformacions congènites d'altres glàndules endocrines
  - (Q89.3) Situs inversus
  - (Q89.4) Bessons units
  - (Q89.7) Malformacions congènites múltiples no classificades a cap altre lloc

## Q90-Q99 - Anomalies cromosòmiques no classificades a cap altre lloc
- (Q90) Síndrome de Down
- (Q91) Síndrome d'Edwards i síndrome de Patau
- (Q92) Altres trisomies i trisomies parcials dels autosomes no classificades a cap altre lloc
- (Q93) Monosomies i delecions dels autosomes no classificades a cap altre lloc
  - (Q93.0) Monosomia completa de cromosoma, per falta de disjunció meiòtica
  - (Q93.1) Monosomia completa de cromosoma, mosaïcisme (per falta de disjunció mitòtica)
  - (Q93.2) Cromosoma substituït per un cromosoma anular o dicèntric
  - (Q93.3) Deleció del braç curt del cromosoma 4
  - (Q93.4) Deleció del braç curt del cromosoma 5
  - (Q93.5) Altres delecions de part d'un cromosoma
  - (Q93.6) Delecions que només es veuen a la prometafase
  - (Q93.7) Delecions amb altres reordenacions complexes
- (Q95) Reordenacions equilibrades i marcadors estructurals no classificats a cap altre lloc
  - (Q95.0) Translocació equilibrada i inserció en individu sense patologia
  - (Q95.1) Inversió cromosòmica en individu sense patologia
  - (Q95.2) Reordenació autosòmica equilibrada en individu amb patologia
  - (Q95.3) Translocació equilibrada entre un gonosoma i un autosoma en un individu amb patologia
  - (Q95.4) Individus amb polimorfismes en l'heterocromatina
  - (Q95.5) Individus amb localització fràgil autosòmica
- (Q96) Síndrome de Turner
- (Q97) Altres anomalies del sexe cromosòmic, fenotip femení, no classificades a cap altre lloc
  - (Q97.0) Cariotip 47,XXX
  - (Q97.1) Dona amb més de tres cromosomes X
  - (Q97.2) Mosaïcisme, línies amb diversos nombres de cromosomes X
  - (Q97.3) Dona amb cariotip 46,XY
- (Q98) Altres anomalies del sexe cromosòmic, fenotip masculí, no classificades a cap altre lloc
  - (Q98.0) Síndrome de Klinefelter amb cariotip 47,XXY
  - (Q98.1) Síndrome de Klinefelter, home amb més de dos cromosomes X
  - (Q98.2) Síndrome de Klinefelter, home amb cariotip 46,XX
  - (Q98.3) Altres homes amb cariotip 46,XX
  - (Q98.4) Síndrome de Klinefelter no especificada
  - (Q98.5) Cariotip 47,XYY
  - (Q98.6) Home amb sexe cromosòmic estructuralment anòmal
  - (Q98.7) Home amb mosaïcisme del sexe cromosòmic
- (Q99) Altres anomalies cromosòmiques no classificades a cap altre lloc
  - (Q99.0) 46,XX/46,XY quimera
  - (Q99.1) 46,XX hermafrodita veritable
  - (Q99.2) Cromosoma X fràgil